# Atletismo nos Jogos Pan-Americanos de 2019 - Lançamento de martelo feminino
A competição do lançamento de martelo feminino foi um dos eventos do atletismo nos Jogos Pan-Americanos de 2019, em Lima, no Peru. A prova foi realizada no dia 10 de agosto.

## Calendário
Horário local (UTC-5).
| Data         | Horário | Fase  |
| ------------ | ------- | ----- |
| 10 de agosto | 14:00   | Final |

## Medalhistas
| Ouro   | USA Gwen Berry      |
| Prata  | USA Brooke Andersen |
| Bronze | VEN Rosa Rodríguez  |

## Recordes
Recordes mundial e pan-americano antes da disputa dos Jogos Pan-Americanos de 2019.
| Tipo                             | Atleta           | Marca   | Local       | Data                  |
| -------------------------------- | ---------------- | ------- | ----------- | --------------------- |
|                                  | Anita Włodarczyk | 82,98 m | Varsóvia    | 28 de agosto de 2016  |
| Recorde dos Jogos Pan-Americanos | Yipsi Moreno     | 75,62 m | Guadalajara | 24 de outubro de 2011 |

## Resultado final
Os resultados foram os seguintes:  
| Posição           | Atleta                | Nacionalidade      | #1    | #2    | #3    | #4    | #5    | #6    | Resultado | Notas                |
| ----------------- | --------------------- | ------------------ | ----- | ----- | ----- | ----- | ----- | ----- | --------- | -------------------- |
| Medalha de ouro   | Gwen Berry            | USA Estados Unidos | 65.75 | 70.19 | x     | 70.40 | 72.88 | 74.62 | 74.62     |                      |
| Medalha de prata  | Brooke Andersen       | USA Estados Unidos | 71.07 | x     | 68.90 | 67.95 | 70.89 | x     | 71.07     |                      |
| Medalha de bronze | Rosa Rodríguez        | VEN Venezuela      | 68.34 | 69.48 | x     | 66.71 | x     | x     | 69.48     | Recorde da temporada |
| 4                 | Mariana Marcelino     | BRA Brasil         | 65.16 | 61.67 | 64.45 | 66.15 | 61.73 | x     | 66.15     |                      |
| 5                 | Valeria Chiliquinga   | ECU Equador        | 66.11 | 65.61 | 64.77 | 65.78 | 64.56 | 64.68 | 66.11     |                      |
| 6                 | Camryn Rogers         | CAN Canadá         | 65.64 | x     | 65.97 | x     | 64.81 | 66.09 | 66.09     |                      |
| 7                 | Yaritza Martínez      | CUB Cuba           | 62.89 | 65.91 | 59.65 | 65.27 | 56.68 | 64.25 | 65.91     |                      |
| 8                 | Jillian Weir          | CAN Canadá         | 65.41 | x     | x     | x     | x     | x     | 65.41     |                      |
| 9                 | Mariana García Walker | CHI Chile          | 62.16 | x     | 63.39 |       |       |       | 63.39     |                      |
| 10                | Jennifer Dahlgren     | ARG Argentina      | x     | 60.29 | 63.22 |       |       |       | 63.22     |                      |
| 11                | Amanda Almendáriz     | CUB Cuba           | x     | x     | 60.98 |       |       |       | 60.98     |                      |
| 12                | Ximena Zorrilla       | PER Peru           | 59.37 | 58.87 | 57.87 |       |       |       | 59.37     |                      |

Legenda
| Recorde mundial                  | Recorde mundial (World record)               |                       | Recorde africano                      | Recorde africano (African) |                                           | Q | Classificado por posição (Qualified) |
| Recorde dos Jogos Pan-Americanos | Recorde pan-americano (Pan-American record)  | Recorde da América    | Recorde da América (Americas)         | q                          | Classificado por melhor tempo (Qualified) |   |                                      |
| Melhor marca do ano              | Melhor marca do ano (World leading)          | Recorde asiático      | Recorde asiático (Asian)              | DNS                        | Não largou (Did not start)                |   |                                      |
| Recorde nacional                 | Recorde nacional (National record)           | Recorde europeu       | Recorde europeu (European)            | DNF                        | Não terminou (Did not finish)             |   |                                      |
| Recorde pessoal                  | Recorde pessoal do atleta (Personal best)    | Recorde da Oceania    | Recorde da Oceania (Oceania)          | DSQ / DQ                   | Desclassificado (Disqualified)            |   |                                      |
| Recorde da temporada             | Recorde da temporada do atleta (Season best) | Recorde sul-americano | Recorde sul-americano (South America) | NM                         | Sem marca (No mark)                       |   |                                      |